# Agonum formosum
Agonum formosum är en skalbaggsart som beskrevs av Strum. Agonum formosum ingår i släktet Agonum och familjen jordlöpare. Inga underarter finns listade i Catalogue of Life.